# I stofft och sand then swarta mull
I stofft och sand then swarta mull är en gammal begravningspsalm av ovanlig form. Psalmens tre första verser avslutas alla med ett separat omkväde, därtill avslutas den fjärde versen av två separat tonsatta onumrerade verser, en lång och en kort. Okänt upphov och melodi. Högmarck  skrev att "Hwarest thenne gamle Psalmen är tagen, och ho thes rette Auctor är, faller nästan förswårt at vpfinna." Högmarck jämförde med flera latinska äldre psalmtexter utan att kunna lösa problemet om författaskapet. Däremot konstaterar han att melodin är en gammal svensk folkmelodi.
Psalmen inleds 1695 med orden:
I stofft och sand then swarta mull
Min lekamen är införd och slagen omkull
Omkvädet inleds med orden:
Mitt huus är mörckt min säng är trång
Ty! ja hwad döden han är grym:

## Publicerad i
- 1695 års psalmbok som nr 402 under rubriken "Begrafnings-Psalmer".

## Fotnoter
1. ↑  Högmarck, Lars Psalmopoeographia, Stockholm, 1736.